# South Bishop
South Bishop – skalista wulkaniczna wysepka położona na zachód od Ramsey Island, na Kanale Świętego Jerzego. Wyspa jest położona około 8 km na zachód od półwyspu St David's Head w hrabstwie Pembrokeshire, Walia. W najwyższym miejscu wznosi się na 37 metrów n.p.m. Należy do niewielkiej grupy wysepek Bishops and Clerks.
W 1839 roku została zbudowana latarnia morska South Bishop.